# Istituto Paul Scherrer
L'Istituto Paul Scherrer è un centro di ricerca multidisciplinare che appartiene al Settore dei Politecnici Federali, che include anche l'ETH di Zurigo e l'EPFL di Losanna. Nacque nel 1988 dalla fusione di EIR (Eidgenössisches Institut für Reaktorforschung, Istituto federale per la ricerca sui reattori, istituito nel 1960) e SIN (Schweizerisches Institut für Nuklearphysik, Istituto svizzero di fisica nucleare, istituito nel 1968). Ha sede a Villigen e Würenlingen.
Il PSI è attivo nel campo delle scienze naturali e della tecnologia e, in particolare, nei seguenti ambiti disciplinari: fisica dello stato solido, scienze dei materiali, fisica delle particelle elementari, biologia, ricerca sull'energia e la sicurezza nucleare, nonché sull'ecologia energetica.
Collabora con università, istituti di ricerca e industrie elvetiche e internazionali. È il più grande istituto di ricerca nazionale elvetico, con un organico di circa 1 900 membri (al 2014), ed è l'unico polo di questo genere in Svizzera.
Il PSI gestisce diversi acceleratori di particelle affiliati a diverse istituzioni. Uno di questi è il ciclotrone da 590 MeV, che, accoppiandosi al suo pre-acceleratore da 72 MeV, dal 2011 fornisce un fascio di protoni con una corrente fino a 2,2 mA, segnando il record mondiale di intensità per i ciclotroni protonici. È utilizzato anche la sorgente di neutroni di spallazione. La Swiss Light Source (SLS), costruita nel 2001, è una sorgente di luce di sincrotroni con un anello di accumulazione di elettroni da 2,4 GeV. È uno dei migliori al mondo per quanto riguarda la brillantezza e la stabilità del fascio di elettroni. SwissFEL è un laser a elettroni liberi nei raggi X le cui prime immagini risalgono al 2017..
Gli acceleratori di protoni sono anche utilizzati per la protonterapia.

## Galleria d'immagini

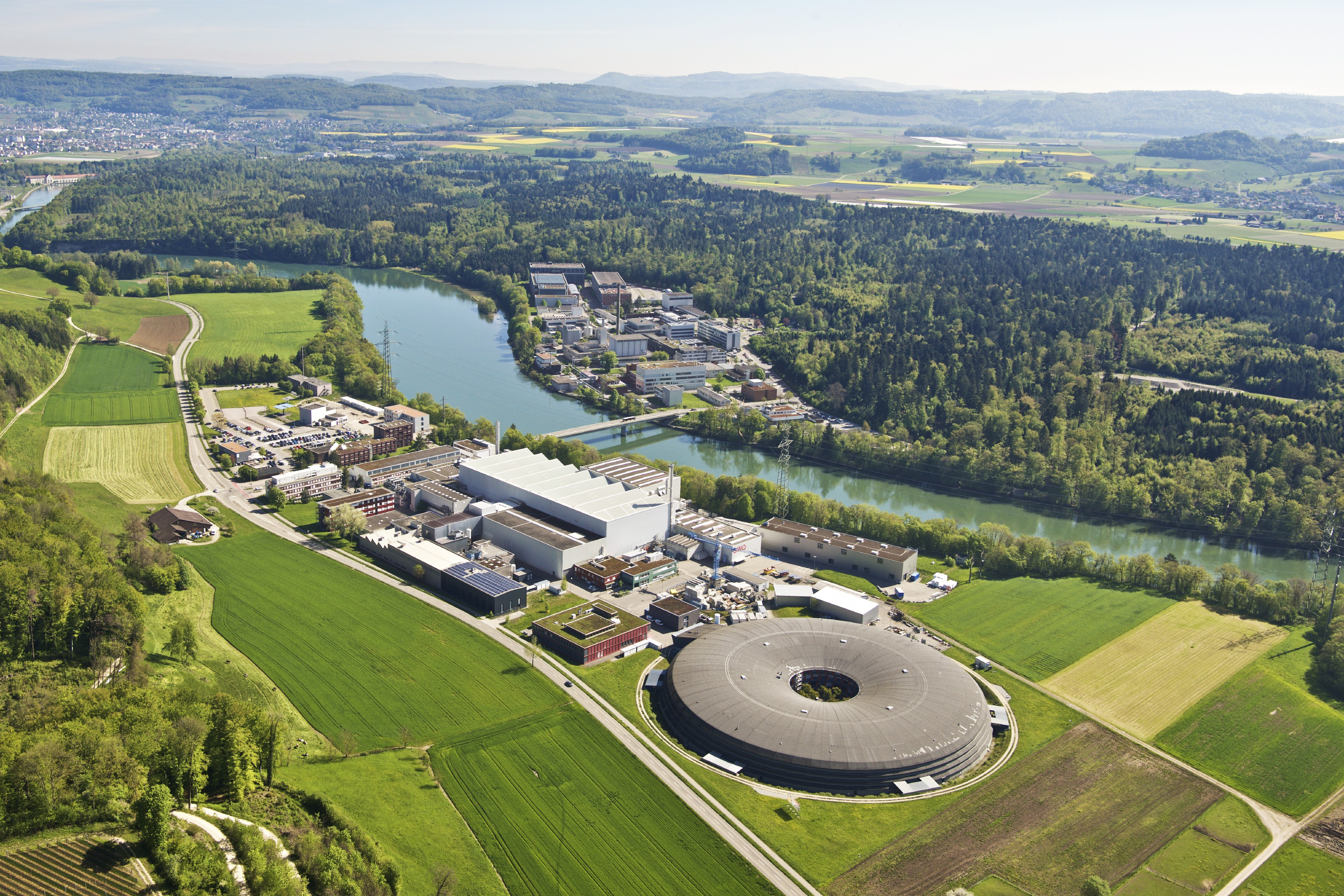
Vista aerea del PSI
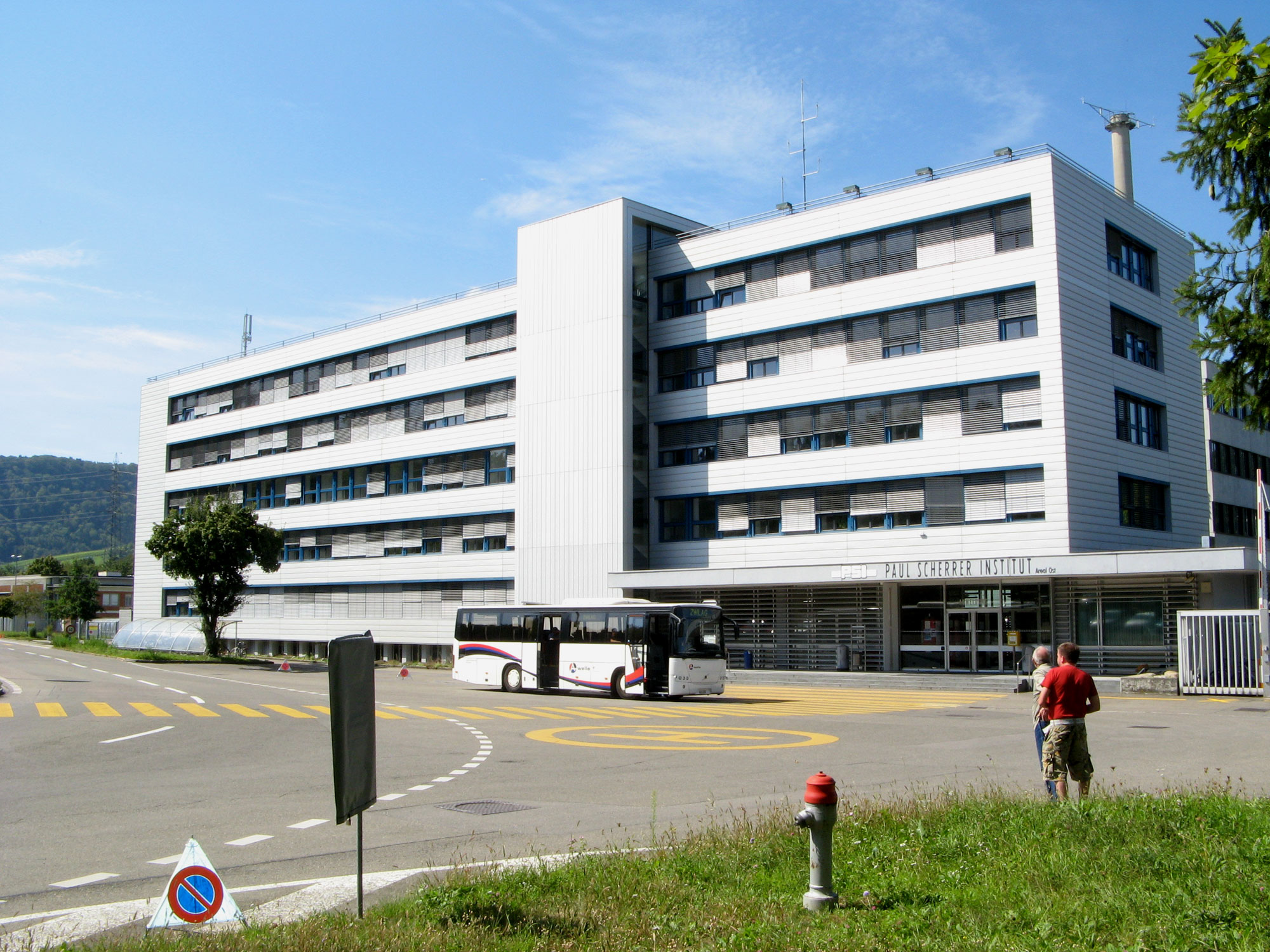
La sede centrale
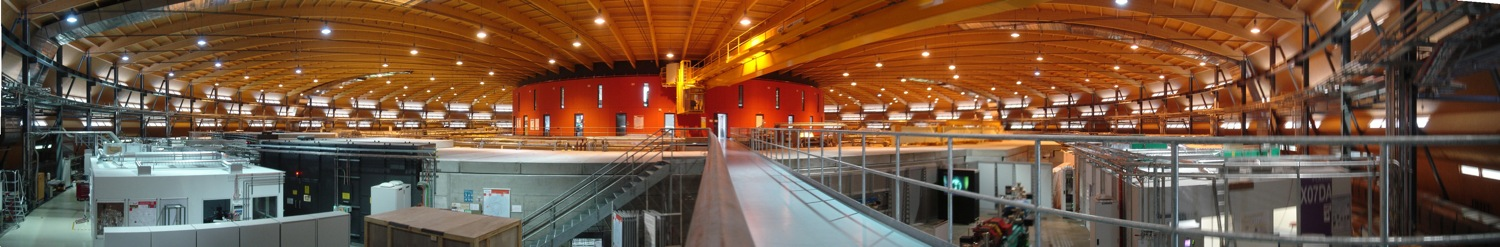
Panoramica del Swiss Light Source